# Карманкаси (Шатьмапосинське сільське поселення)
Карманка́си (рос. Карманкасы, чув. Карманкасси) — присілок у Чувашії Російської Федерації, у складі Шатьмапосинського сільського поселення Моргауського району.
Населення — 47 осіб (2010; 37 в 2002, 61 в 1979; 68 в 1939, 80 в 1926, 73 в 1906, 74 в 1858).

## Історія
Утворився як околоток присілку Басаєва (Шор-Босай). До 1866 року селяни мали статус державних, займались землеробством та тваринництвом, слюсарством. 1931 року створено колгосп «імені Свердлова». До 1927 року присілок перебував у складі Чувасько-Сорминської волості Ядрінського повіту. 1927 року присілок переданий до складу Аліковського району, 1935 року — до складу Ішлейського, 1944 — до складу Моргауського, 1959 року — повернутий до складу Аліковського, 1962 року — до складу Чебоксарського, 1964 року — повернутий до складу Моргауського району.